# WISE J224607.57-052635.0

En konstnärs intryck av W2246-0526

WISE J224607.57-052635.0 (eller förkortat W2246−0526) är en extremt lysande infraröd galax (ELIRG) som vid tidpunkten för dess upptäckt 2015 var den ljusstarkaste kända galaxen i det observerbara universum. Dess ljusstyrka motsvarar 350 biljoner solar. Den upptäcktes med data från Wide-field Infrared Survey Explorer.
Sammanslagningen av mindre närliggande galaxer kan bidra till dess ljusstyrka. Ljuset genereras av en kvasar som är 10 miljarder gånger solens massa. Det högenergetiska optiska ljuset och ultravioletta ljuset som sänds ut av ackretionsskivan runt kvasarens supermassiva svarta hål absorberas av galaxens stoft och återutsänds i det infraröda bandet. Galaxen frigör 10 000 gånger mer energi än Vintergatan, även om WISE J224607.57–052635.0 är den minsta av de två. WISE J224607.57–052635.0 har ett avstånd på 12,5 miljarder ljusår till jorden. Galaxen upptäcktes med hjälp av Wide-field Infrared Survey Explorer.